# 丁氏兄弟
丁氏兄弟（ていしきょうだい）は、清の蔵書家兄弟。兄は丁申、字は「礼林」。弟は丁丙、字は「嘉魚」。瞿紹基・楊以増・陸心源とともに清末四大蔵書家と称された。

## 経歴
杭州府銭塘県の世家に生まれた。

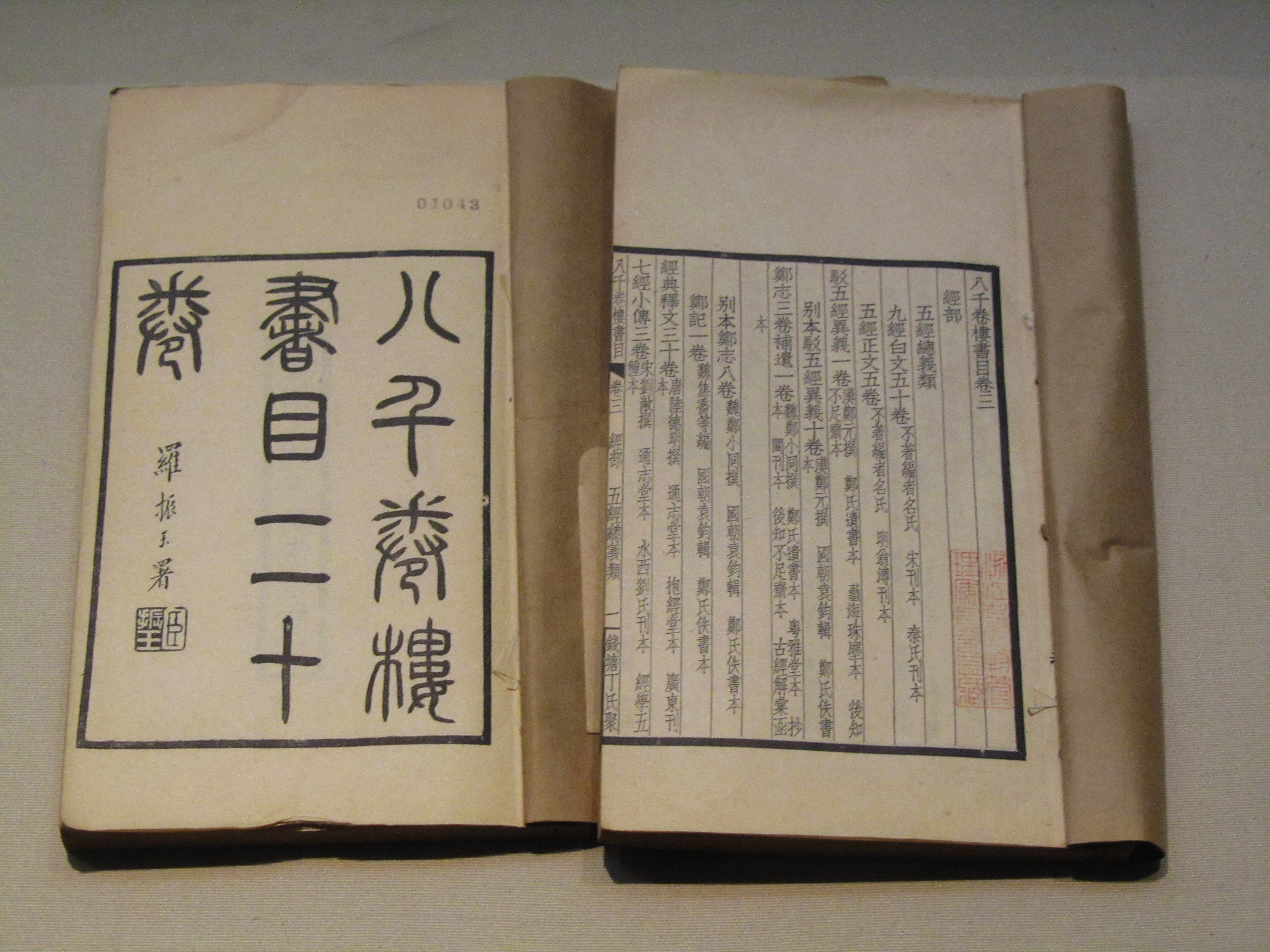
丁仁が編纂した『八千巻楼書目』。（浙江省博物館武林館区蔵）

蔵書家として知られたが、太平天国の乱が発生すると、杭州の西の西渓に避難した。1861年、太平天国軍が杭州を占領すると、文瀾閣に収められた『四庫全書』は散逸してしまった。ある日、丁申が市街で買い物をしていると、散逸した『四庫全書』の用紙が包装紙として使われているのを発見した。ここから丁申と丁丙は四方を奔走して散逸分を探し出し、銭恂・張宗祥らとともに復元作業を行い、ついに文瀾閣『四庫全書』は以前の状態に復旧した。
「八千巻楼」「後八千巻楼」「小八千巻楼」の3つの文庫を持ち、丁丙は『八千巻楼自記』という一文を残している。

## 蔵書の行方
丁氏兄弟の死後、「八千巻楼」の蔵書は繆荃孫により江南図書館（現在の南京図書館）に移され、流出を免れた。